# Noé (Costa d'Avorio)
Noé è una città e sottoprefettura della Costa d'Avorio appartenente al  dipartimento di Tiapoum. Conta una popolazione di 27 938 abitanti (censimento 2014).